# عبد القادر بونكراف
عبد القادر بونكراف سياسي جزائري، شغل منصب وزير السكن بحكومة بن بيتور.